# Don't Leave Me (canção de BTS)
"Don't Leave Me" é uma canção gravada pelo grupo sul-coreano BTS para seu terceiro álbum de estúdio japonês Face Yourself, de 2018. Lançado pela Big Hit Entertainment, é o terceiro single do álbum e também serve como trilha sonora original para a série japonesa Signal de 2018.

## Recepção
Ficou em número 1 no chart da Billboard: US World Digital Songs, tornando-se o sétimo número um do grupo no chart, e cimentando ainda mais sua posição como o artista coreano com mais singles com o número um no referido chart.

## Composição
O single foi descrito como "um hino pop de alta qualidade", com samples de eletrônica e rap encontrados em toda a música. Foi produzido por UTA, com "hitman" bang, Hiro, Pdogg, SUNNY BOY, & UTA escrevendo letras para a canção.
A música está na chave de A♭ menor e têm 147 batimentos por minuto com duração de 3:47 minutos.

## Charts

### Weekly charts
| Chart (2018)                            | Posição |
| --------------------------------------- | ------- |
| Finland Digital Song Sales (Billboard)  | 4       |
| France (SNEP)                           | 91      |
| Japan Digital Singles (Oricon)          | 18      |
| Japan (Japan Hot 100)                   | 21      |
| South Korea Download (Gaon)             | 49      |
| US World Digital Song Sales (Billboard) | 1       |

### Year-end charts
| Chart (2018)            | Posição |
| ----------------------- | ------- |
| Billboard Japan Hot 100 | 96      |

## Vendas
| País                       | Vendas digitais |
| -------------------------- | --------------- |
| Japão (Oricon)             | 4,611           |
| Estados Unidos (Billboard) | 9,000           |